# Okręg podolski
Okręg podolski − okręg administracyjny utworzony pod Zarządem Cywilnym Ziem Wołynia i Frontu Podolskiego z siedzibą w Kamieńcu Podolskim. W jego skład weszły powiaty kamieniecki, płoskirowski, uszycki i latyczowski.
15 maja 1920 r. do Okręgu Podolskiego przyłączono z Okręgu Wołyńskiego powiat starokonstantynowski.

## Szczegółowy podział administracyjny
Powierzchnia i liczba mieszkańców na podstawie danych rosyjskich.
| Powiat | Pow.km² | Mieszk. (1897) |  | Miasto powiatowe   | Mieszk. |
| --- | ------- | -------------- |  | ------------------ | ------- |
| Okręg Podolski |         |                |  |                    |         |
| kamieniecki | 2870    | 266 350        |  | Kamieniec Podolski | ?       |
| latyczowski | 2699    | 184 477        |  | Latyczów           | ?       |
| płoskirowski | 2607    | 226 091        |  | Płoskirów          | ?       |
| starokonstantynowski ¹ | 2560    | 193.889        |  | Starokonstantynów  | ?       |
| uszycki | 2820    | 223 312        |  | Nowa Uszyca        | ?       |
| ¹ 15 maja 1920 r. powiat starokonstantynowski wyłączono z Okręgu Wołyńskiego i przyłączono do Okręgu Podolskiego (Dz. Urz. ZCZWiFP z 1920 r. Nr 8, poz. 11). |         |                |  |                    |         |